# Dactylorhiza traunsteineri
Dactylorhiza traunsteineri är en orkidéart som först beskrevs av Anton Eleutherius Sauter och Heinrich Gottlieb Ludwig Reichenbach, och fick sitt nu gällande namn av Károly Rezsö Soó von Bere. Dactylorhiza traunsteineri ingår i Handnyckelsläktet som ingår i familjen orkidéer. Enligt den finländska rödlistan är arten sårbar i Finland. Artens livsmiljö är rikkärr.

## Underarter
Arten delas in i följande underarter:
- D. t. curvifolia
- D. t. traunsteineri
- D. t. turfosa

## Bildgalleri

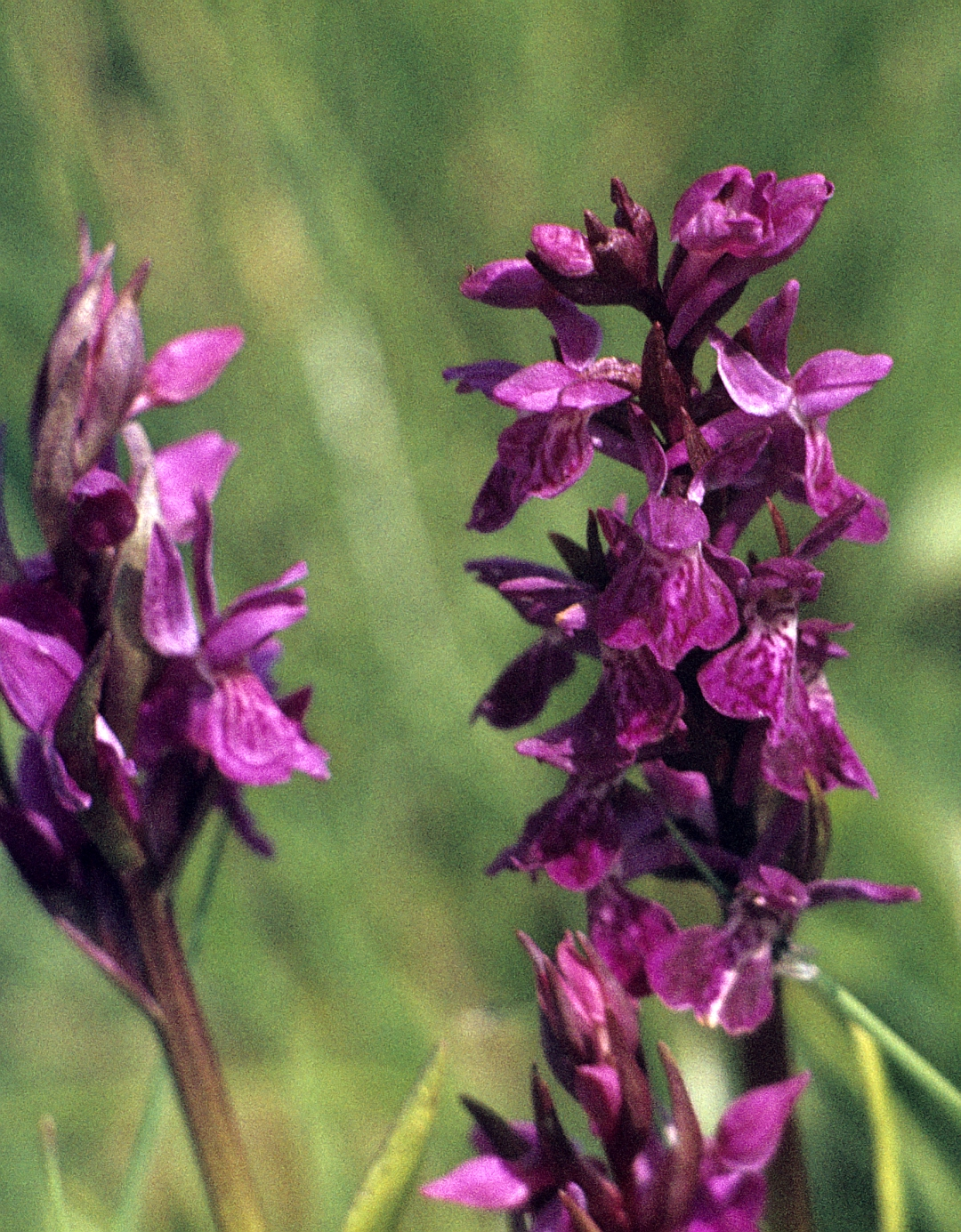
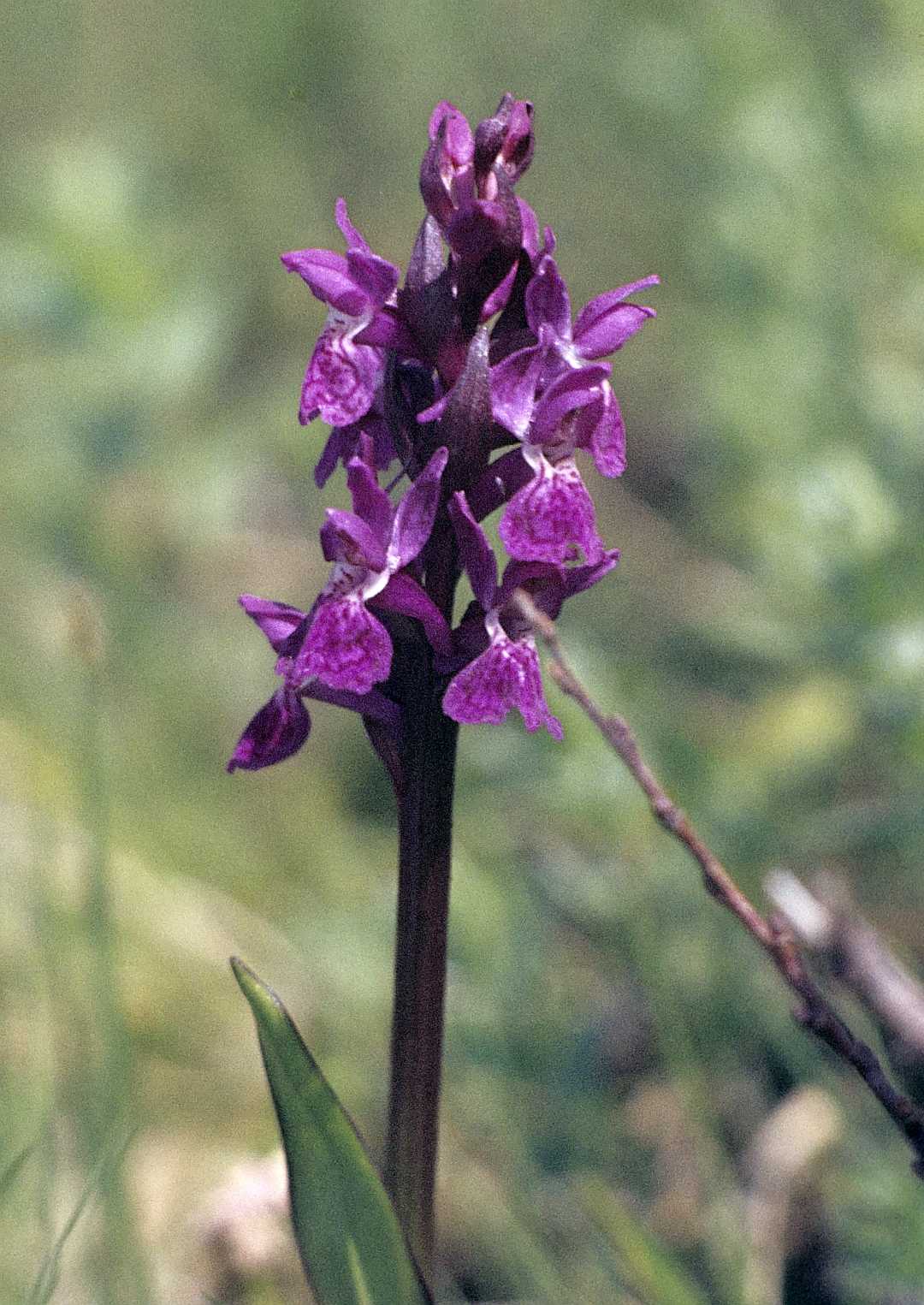
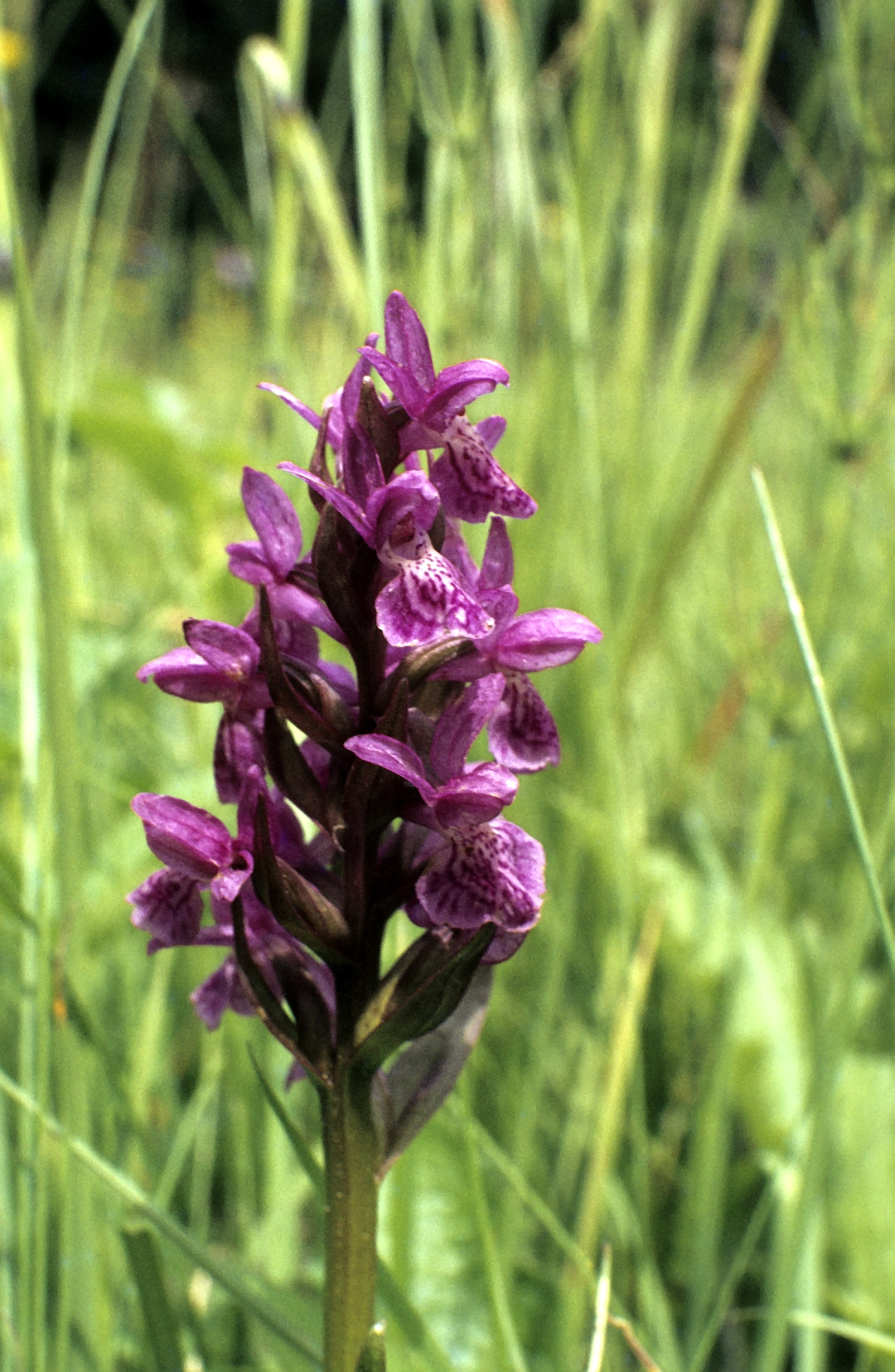
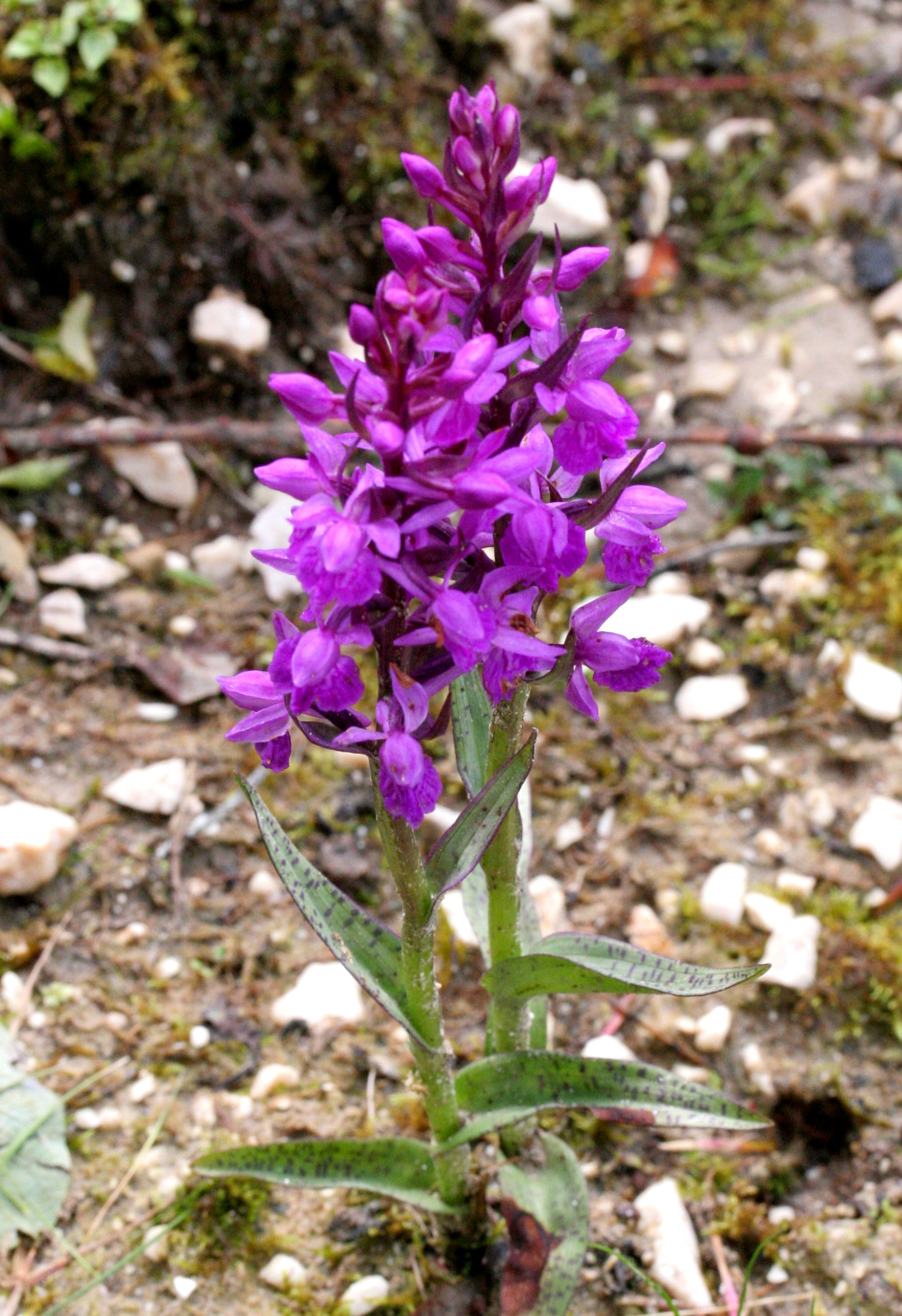
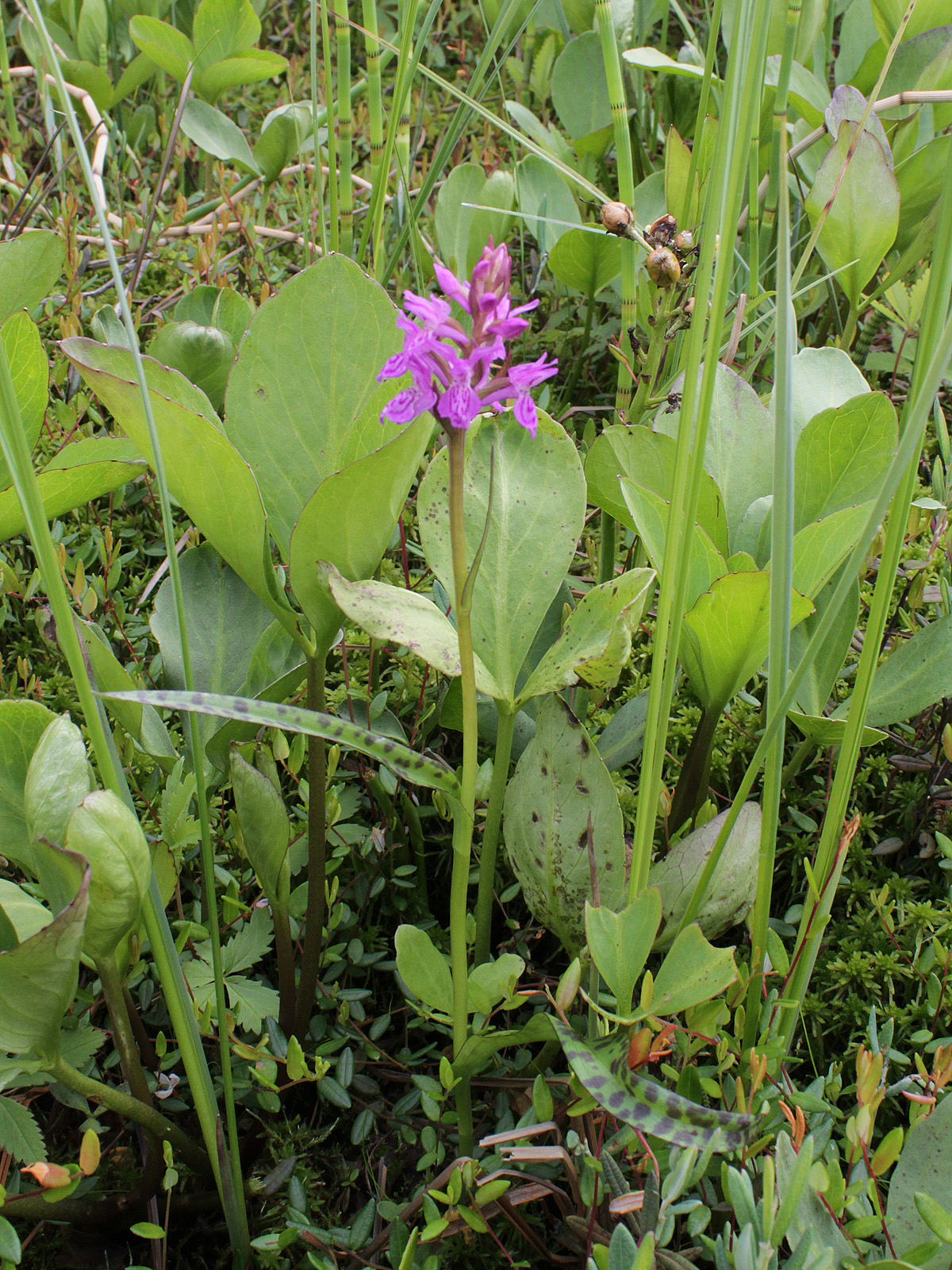
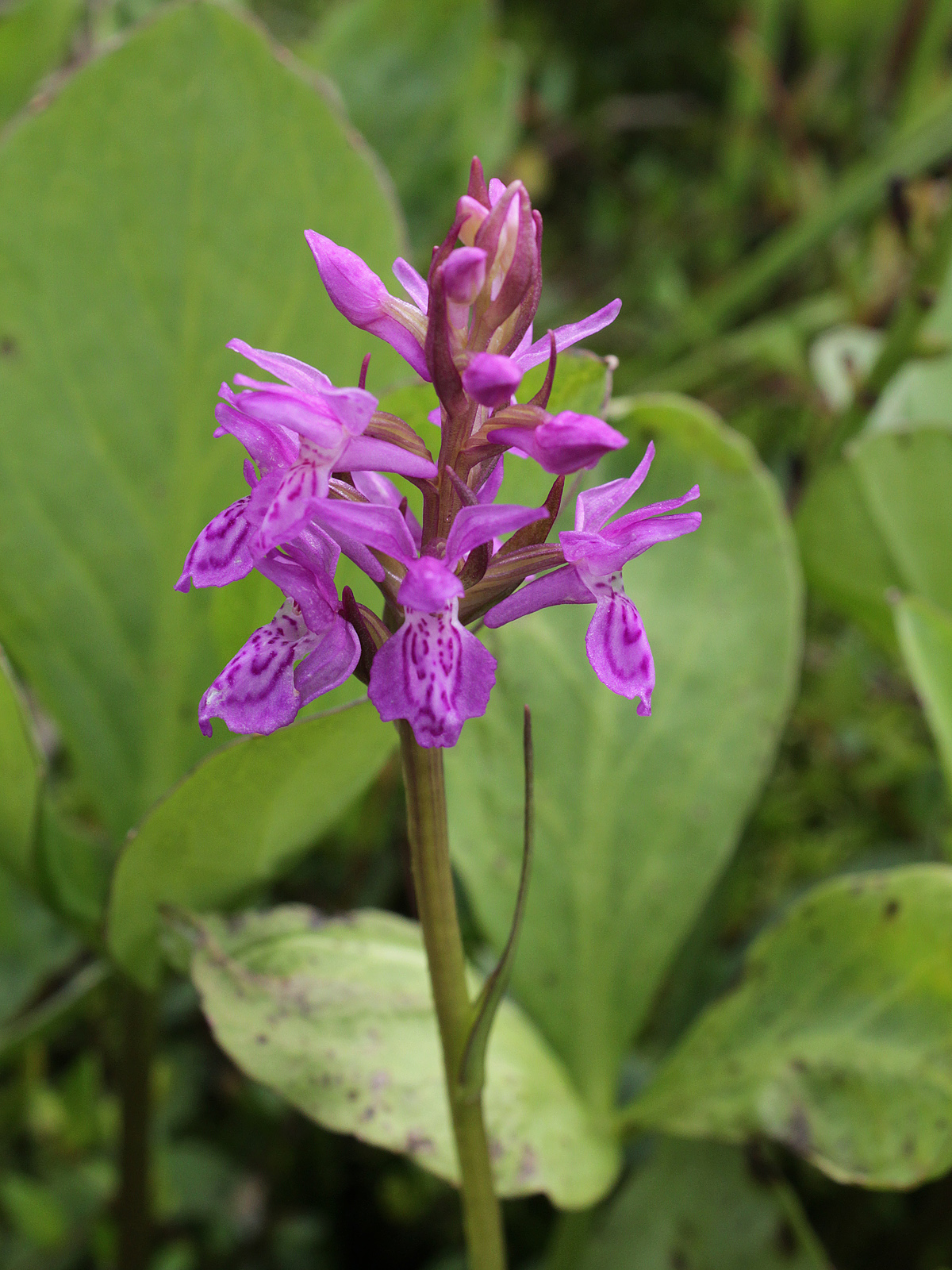